# 푸른 하늘 은하수 (1986년 영화)
"푸른 하늘 은하수"는 1986년에 개봉한 대한민국의 영화이다.

## 캐스팅
- 김인문
- 김지숙
- 최명길
- 강민경
- 장혁
- 송미남
- 강계식
- 김기범
- 김성원
- 김길호
- 홍기영
- 마용천
- 조주미
- 송일근
- 양일민
- 최두열
- 안진수
- 유명순
- 성명순
- 정미경
- 서정희
- 김상태
- 강신견
- 송봉상
- 김미숙
- 정형선
- 최혜영
- 김수미
- 김정국
- 천유훈
- 김재경 (특별출연)
- 최정언 (특별출연)